# Trillium govanianum
Trillium govanianum är en nysrotsväxtart som beskrevs av Nathaniel Wallich och David Don. Trillium govanianum ingår i släktet treblad, och familjen nysrotsväxter. Inga underarter finns listade.